# V конференция РСДРП
V (Парижская) конференция РСДРП — политическое мероприятие русских социал-демократов.

## История
Прошла в Париже (Франция) с 21 по 27 декабря 1908 года (3 — 9 января 1909 года нового стиля).
На конференции присутствовало 24 делегата: 6 большевиков, 4 отзовиста и «ультиматиста», 5 меньшевиков, 5 польских социал-демократов, поддерживавших большевиков, 3 бундовца, 1 литовский социал-демократ. До начала конференции 3 делегата от большевиков (Богданов А. А.) были арестованы и в работе конференции участия не приняли. В. И. Ленин присутствовал от ЦК РСДРП с совещательным голосом.
На конференции были заслушаны отчёты ЦК РСДРП, Главного правления Социал-демократов Королевства Польского и Литвы, ЦК Бунда, Петербургской, Московской, Центрально-промышленной областной, Уральской и Кавказской организаций; обсуждены современное политическое положение и задачи партии; задачи думской социал-демократической фракции; организационные вопросы в связи с изменившимися политическими условиями; объединение с местными национальными организациями; заграничные дела.